# Faouzi Benzarti
Faouzi Benzarti (in arabo فوزي البنزرتي‎?; Monastir, 3 gennaio 1950) è un allenatore di calcio ed ex calciatore tunisino, di ruolo centrocampista, tecnico del Monastir.
Nella sua carriera ha allenato, anche più di una volta, diverse formazioni tunisine e ha avuto esperienze sulle panchine della nazionale tunisina e della nazionale libica.

## Carriera

### Calciatore
Centrocampista offensivo, da calciatore militò per un decennio, dal 1968 al 1978, nel club della sua città natale, il Monastir.

### Allenatore
Da allenatore iniziò al Monastir, che guidò dal 1979 al 1982, riportandolo in massima serie. Nel 1986, dopo quattro anni di inattività, assunse la guida dell'Étoile du Sahel, con cui vinse il titolo tunisino nel 1986-1987 e la Supercoppa di Tunisia nel 1987 prima di dimettersi. Nel 1989-1990 guidò il Club Africain, con cui vinse il titolo e raggiunse la finale della Coppa delle Coppe d'Africa nel 1990. Nel 1991-1992 fu ancora alla guida dell'Étoile du Sahel e l'anno dopo fu di nuovo allenatore del Monastir. Nel 1993-1994 fu alla guida dell'Espérance Tunisi.
Nel marzo 1994 subentrò sulla panchina della nazionale tunisina per il secondo incontro della Coppa d'Africa 1994, ospitata proprio dalla Tunisia, in sostituzione dell'esonerato Youssef Zouaoui, reduce dal negativo esordio contro il Mali. La prima esperienza come commissario tecnico della Tunisia fu breve.
Nel 1995-1996 allenò lo Sfaxien e nel 1998-1999 tentò l'esperienza all'estero, guidando il club emiratino dell'Al-Shaab, con cui non andò oltre il settimo posto nel campionato locale. Nel 1999-2000 guidò ancora il Club Africain, che portò alla finale della Coppa delle Coppe d'Africa 1999. Nel 2000-2001 fu alla guida dello Sharjah e nel 2003-2003 dello Stade Tunisien, con risultati deludenti. Nel 2003 fece ritorno all'Espérance Tunisi, che guidò alla vittoria del titolo tunisino. Nel 2005-2006 allenò nuovamente il Monastir.
Nuovamente alla guida dell'Étoile du Sahel dall'aprile 2006, vinse il titolo nazionale nel 2006-2007 e la CAF Champions League nel 2006, ottenendo la medaglia d'argento nella Supercoppa CAF del 2006. Nel giugno 2007 tornò ad allenare l'Espérance Tunisi.
Nominato CT della Libia l'11 luglio 2007, guidò la squadra nell'ultimo match delle eliminatorie della Coppa d'Africa 2008 (1-1 contro la RD del Congo a Kinshasa). Iniziò le eliminatorie CAF del campionato del mondo 2010, andando vicino alla qualificazione al terzo turno. Nel marzo 2009 si dimise per tornare in patria ed allenare nuovamente l'Espérance Tunisi.
Il 6 dicembre 2013 diventò allenatore del Raja Casablanca, che portò fino alla finale del campionato mondiale per club battendo i campioni dell'Oceania (Auckland City), i campioni della Centro America (Monterrey) e i vincitori della Copa Libertadores, ovvero l'Atlético Mineiro di Ronaldinho. In finale, di fronte ai tedeschi del Bayern Monaco, la squadra di Benzarti fu sconfitta per 2-0.

## Palmarès

### Allenatore

#### Competizioni nazionali
- Championnat de Ligue Professionelle 2: 1

US Monastir: 1979-1980
- Campionato tunisino: 10

Étoile du Sahel: 1986-1987, 2006-2007, 2015-2016, 2022-2023
Club Africain: 1989-1990
Espérance: 1993-1994, 2002-2003, 2008-2009, 2009-2010, 2016-2017
- Supercoppa di Tunisia: 2

Étoile du Sahel: 1987
Espérance:1994
- Coppa di Tunisia: 1

Étoile du Sahel: 2014-2015
- Campionato marocchino: 1

Wydad Athletic Club: 2018-2019, 2020-2021

#### Competizioni internazionali
- Champions League araba: 3

Espérance: 1993, 2009, 2017
- CAF Champions League: 1

Espérance: 1994
- Supercoppa d'Africa: 2

Espérance: 1995
Wydad: 2018
- Coppa della Confederazione CAF: 2

Étoile du Sahel: 2006, 2015